# 古撒克遜語
古撒克遜語，又名曰古低地德語，是一種日耳曼語族的語言，且是最早有書面紀錄的低地德語（通行於德國北部、荷蘭東北部、丹麥南部、美國和東歐部分地區的一種語言）的形式。這種語言是一種西日耳曼語支語言，和盎格鲁-弗里西语组的語言關係密切。古撒克遜語的書面紀錄，存在於西元八世紀至十二世紀間，而在西元十二世紀時，這種語言逐漸地演化成中古低地德語。古撒克遜語通行於現今的德國北部以海岸為主的地區及荷蘭東部，為當地的撒克遜人所使用，而撒克遜人是居於古撒克遜地區的日耳曼人部落。古撒克遜語的單詞部份地受到北海日耳曼語鼻音消失法則所影響，而這法則影響了古英語、古弗里西語等盎格鲁-弗里西语组語言的單詞。受到北海日耳曼語鼻音消失法則所影響這點，使得這些語言的後裔和荷蘭語、盧森堡語、標準德語等屬於低地法蘭克語和高地德语的語言有所區別。
古撒克遜語是種屈折語，它有五個格（主格、屬格、與格、賓格、工具格）、三個數（單數、雙數、眾數）和三個性（陰性、陽性、中性）。雙數只出現在第一人稱和第二人稱代詞當中，用以指稱兩個人。
在歷史上，人們認為古撒克遜語和古荷蘭語是同一種語言的不同方言，而非兩種語言，這主要是因為這兩種語言之間，有著橫跨現今荷蘭和德國的方言連續體；然而，儘管這兩種語言有著相同的歷史起源，且有著非常相似的書面語形式，在形態上，古撒克遜語比起古荷蘭語還要來得稍微簡化，古荷蘭語保存了一些在古撒克遜語當中已經消失的語法形式；除此之外，兩者之間在聲韻方面的演化也有些不同，古撒克遜語是種北海日耳曼語，而古荷蘭語是種低地法蘭克語。

## 特徵

### 與其他西日耳曼語言的關聯

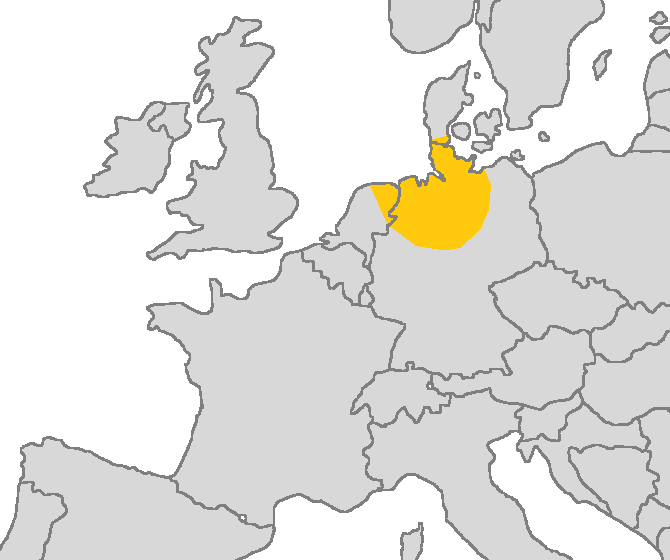
此圖中黃色的範圍表示古撒克遜語的通行區

在中世紀的時候，古撒克遜語和古荷蘭語之間有著方言連續體的存在，這方言連續體僅在近現在出現中斷，這中斷是由於在這兩國當中標準語言的擴散，及民間方言的消亡所造成的。儘管有著相似之處，古撒克遜語和古英語及古荷蘭語之間亦有著區別，其中一個區別就是a-詞幹名詞的眾數形，古荷蘭語使用-a作為a-詞幹名詞的眾數形，而古撒克遜語和古英語則使用-as或-os；然而，中古荷蘭語似乎從中古低地德語中，吸收了一些源自古撒克遜語的a-詞幹名詞的眾數形，也因此現代荷蘭語當中依舊有部分單詞，其眾數形以-s結尾。
古撒克遜語很可能在五世紀時，主要由當時屬於原始日耳曼語西日耳曼語分支的北海日耳曼語方言演化而來；然而，即便被認為是一種北海日耳曼語言，古撒克遜語不若古弗里西語或古英語一般，是種純粹的北海日耳曼語，古弗里西語或古英語另外共享了一些其他的北海日耳曼語的特徵，像是古弗里西語或古英語當中的母音推移就不見於古撒克遜語。這點及古撒克遜語當中的一些形式（這些形式不同於古英語和古弗里西語的形式，且展現了不同的西日耳曼語分支的特色），使得一些語言學家錯誤地認為古撒克遜語和古荷蘭語是同一種語言的不同變體，他們並因此認為古撒克遜語必然是一種低地法蘭克語。

### 與中古低地德語的關係
在十二世紀時，古撒克遜語自然地演化成中古低地德語，但古撒克遜語演化成中古低地德語的過程漫長且不間斷，古撒克遜語花了兩百年的時間演化成中古低地德語；然而，一般以西元1150年作為大量低地德語文學出現的時刻，此時的語言形式，已和古撒克遜語有了清楚的區別。
中古低地德語和古撒克遜語之間最大的區別在於母音弱化，而母音弱化也出現於中古荷蘭語和中古英語。儘管在古撒克遜語當中，圓唇母音經常出現於字尾，在中古低地德語當中，這些母音簡化成/ə/，因此，古撒克遜語的gisprekan（意即「說了」）及dagô（意即「日子」，眾數屬格形）等詞，在中古低地德語中，分別寫作gespreken和daghe/dage等。

## 音系

### 前期發展
古撒克遜語不受高地德語子音推移，因此在古高地德語中受影響而變成擦音或塞擦音的/p/、/t/、/k/等塞音，在古撒克遜語當中保持原樣。原始日耳曼語的/ai/、/au/等母音，在古撒克遜語中一致地變為ē和ō所表達的音；而在古高地德語中，這些音則根據後方的子音，可能變為ei和oi或ē和ō等所表達的音。
和古弗里西語以外的其他西日耳曼語支的語言一樣，古撒克遜語一致地保留了原始日耳曼語中位於子音後方的-j-，像是（意即「救世主」）（對應至古高地德語：、Old English：、哥德語：等等）。當日耳曼語元音變音發生於短音/a/之上時，其結果並不一致，因此就有了像是或（意即「擁有」）之間的差異。這點也反映在古撒克遜語的後裔語言之上，像例如在中古低地德語當中，krank（意即「生病的」）這個形容詞的比較級可以是krenker，也可以是kranker；另外，除了/e/之外，母音變音並未反映在書寫之上。

### 子音
下表顯示的是古撒克遜語的子音，括號中的音是同位異音，因此不是獨立的音素。
|      |        | 唇音  | 齒音/ 齒齦音 | 硬顎音 | 軟顎音 | 喉音 |
| ---- | ------ | ----- | ------------ | ------ | ------ | ---- |
| 鼻音 | 鼻音   | m     | n            |        |        |      |
| 塞音 | 清音   | p     | t            |        | k      |      |
| 塞音 | 濁音   | b     | d            |        | ɣ (x)  |      |
| 擦音 | 噝音   |       | s̺ (z)        |        |        |      |
| 擦音 | 非噝音 | f (v) | θ (ð)        |        |        | h    |
| 近音 | 近音   |       | l            | j      | w      |      |
| R音  | R音    |       | r            |        |        |      |

註：
- 在兩母音間，清擦音/f/、/θ/和/s/有著濁化的同位異音（分別為[v]、[ð]和[z]）。在書寫上，清擦音的濁化只反映於[v]之上（書寫上可能以⟨ƀ⟩⟨u⟩表示）；其他兩個同位異音在書寫上無分別
- 在單詞結尾，擦音清化；在較後期的古撒克遜語當中，單詞結尾的塞音也清化。
- 多數的子音皆可延長。值得一提的是，延長的/v/變成/bb/；而延長的/ɣ/可能變成/ɡɡ/。延長的/h/則變成/xx/。
- 原始日耳曼語的*h在其所在的位置依舊發作[x]且與清化的/ɣ/合併

### 母音
|        | 前     | 前   | 前   | 前   | 後   | 後 |
| 非圓唇 | 非圓唇 | 圓唇 | 圓唇 | 圓唇 | 圓唇 |    |
| 短     | 長     | 短   | 長   | 短   | 長   |    |
| ------ | ------ | ---- | ---- | ---- | ---- | -- |
| 閉     | ɪ      | iː   | (ʏ)  | (yː) | ʊ    | uː |
| 半閉   | (e)    | eː   |      | (øː) |      | oː |
| 半開   | ɛ      | ɛː   | (œ)  | (œː) | ɔ    | ɔː |
| 次開   | (æ)    | (æː) |      |      |      |    |
| 開     | ɑ      | ɑː   |      |      |      |    |

註：
- 在非重音音節中，長母音很少見，且其存在多半因後綴或合成詞而起。

### 雙母音
|          | 前         |    |
| -------- | ---------- | -- |
| 開       | io (ia ie) |    |
| 高低和諧 | iu         | iu |

註：
- 有時在一些文獻中，閉雙母音/ei/及/ou/也會出現（尤其在《創世行》一文當中更是如此），這也許是因為這些文獻受到法蘭克諸語或高地德語方言的影響所致，在這些文獻當中，古撒克遜語發展出來的/ɛː/以及/ɔː/受到取代（這兩個音分別演化自原始日耳曼語的/ai/及/au/）。
- 前開雙母音的實際情況，在一些文獻中是不太清楚的。目前已發現在現今長度最長的古撒克遜語文獻《救主傳》當中寫作io的雙母音，在其他的文獻中可能會寫作ia甚至ie，尤其在較後期的文獻當中更是如此。這個雙母音在幾乎所有的中古低地德語方言當中，最終都/eː/融合。
- 一些單字也有/oːu/、/aːu/以及/eːu/之類的「長」雙母音；然而這些「長」雙母音被視為是雙音節的序列，在其中一個長母音後接一個短母音，也就是說，它們不是真正的雙母音。

## 語法

### 型態
和現代英語不同，但和古英語相同的是，古撒克遜語是種屈折語，有著大量的型態變化。古撒克遜語繼承了部份源自原始日耳曼語的格變化，它們分別是主格、屬格、與格、賓格、工具格（工具格的痕跡只出現於最古老的文獻當中）。
此外，古撒克遜語有三個數（單數、雙數、眾數）和三個性（陰性、陽性、中性），不過雙數只出現在第一人稱和第二人稱代詞當中，用以指稱兩個人。

### 名詞
古撒克遜語的名詞，根據其變化類，可以有很不同的詞形變化。以下以dag（意即「日子」）這個屬於a-詞幹的陽性名詞作為此處的範例。
| dag（意即「日子」），陽性 |            |            |
| 格                        | 單數       | 眾數       |
| 主格                      | dag        | dagos      |
| 賓格                      | dag        | dagos      |
| 屬格                      | dages, -as | dago       |
| 與格                      | dage, -a   | dagum, -un |

在古撒克遜語時期接近尾聲時，不同名詞變化類之間的區別開始消失，而其中一類變化類的結尾，常會用於屬於其他變化類的名詞之上。這是一個巨大的轉變，而較常見的名詞變化類開始導致最不常見的變化類開始消失。作為此過程的結果，在中古低地德語中，只有源自古撒克遜語弱變化名詞的n-詞幹的詞形變化和及源自古撒克遜語強變化名詞的a-詞幹的詞形變化得以保留。

### 動詞
古撒克遜語的動詞詞形變化系統，介於古英語和古荷蘭語（及古高地德語）之間。和古荷蘭語及古高地德語不同，但和古英語相似的是，古撒克遜語沒有根據人稱而彼此相異的動詞眾數形，所有的人稱眾數形皆以-ad結尾（其變體有-iad和-iod，這些變體用於不同的動詞變化類之上）；而和古荷蘭語相同的是，古撒克遜語有兩類弱變化動詞，而僅有少數的動詞，作為第三類弱變化動詞遺留（一共四個動詞，分別為libbian、seggian、huggian和hebbian）
下表總結了古撒克遜語的七類強變化動詞和三類弱變化動詞的詞形變化：
|            |          | 強變化動詞 | 強變化動詞 | 強變化動詞 | 強變化動詞 | 強變化動詞  | 強變化動詞 | 強變化動詞 | 弱變化動詞 | 弱變化動詞 | 弱變化動詞 |
| 變化類     | 代詞     | '騎乘'     | '飛'       | '幫助'     | '打破'     | '說'        | '旅行'     | '操作'     | '認為'     | '宣布'     | '說'       |
| ---------- | -------- | ---------- | ---------- | ---------- | ---------- | ----------- | ---------- | ---------- | ---------- | ---------- | ---------- |
| 不定形     | 不定形   | rīdan      | fliogan    | helpan     | brekan     | sprekan     | faran      | waldan     | dōmian     | mahlon     | seggian    |
| 現在直陳形 |          |            |            |            |            |             |            |            |            |            |            |
| ik         | rīdu     | fliugu     | hilpu      | briku      | spriku     | faru        | waldu      | dōmiu      | mahlo(n)   | seggiu     |            |
| thū        | rīdis    | fliugis    | hilpis     | brikis     | sprikis    | feris       | weldis     | dōmis      | mahlos     | sages      |            |
| hē/it/siu  | rīdid    | fliugid    | hilpid     | brikid     | sprikid    | ferid       | weldid     | dōmid      | mahlod     | saged      |            |
| wī/gī/sia  | rīdad    | fliogad    | helpad     | brekad     | sprekad    | farad       | waldad     | dōmiad     | mahliod    | seggiad    |            |
| 過去直陳形 |          |            |            |            |            |             |            |            |            |            |            |
| ik         | rēd      | flōg       | halp       | brak       | sprak      | fōr         | wēld       | dōmda      | mahloda    | sagda      |            |
| thū        | ridi     | flugi      | hulpi      | brāki      | sprāki     | fōri        | wēldi      | dōmdes     | mahlodes   | sagdes     |            |
| hē/it/siu  | rēd      | flōg       | halp       | brak       | sprak      | fōr         | wēld       | dōmda      | mahloda    | sagda      |            |
| wī/gī/sia  | ridun    | flugun     | hulpun     | brākun     | sprākun    | fōrun       | wēldun     | dōmdun     | mahlodun   | sagdun     |            |
| 現在虛擬形 |          |            |            |            |            |             |            |            |            |            |            |
| ik         | rīde     | flioge     | helpe      | breke      | spreke     | fare        | walde      | dōmie      | mahlo      | seggie     |            |
| thū        | rīdes    | flioges    | helpes     | brekes     | sprekes    | fares       | waldes     | dōmies     | mahlos     | seggies    |            |
| hē/it/siu  | rīde     | flioge     | helpe      | breke      | spreke     | fare        | walde      | dōmie      | mahlo      | seggie     |            |
| wī/gī/sia  | rīden    | fliogen    | helpen     | breken     | spreken    | faren       | walden     | dōmien     | mahlion    | seggien    |            |
| 過去虛擬形 |          |            |            |            |            |             |            |            |            |            |            |
| ik         | ridi     | flugi      | hulpi      | brāki      | sprāki     | fōri        | wēldi      | dōmdi      | mahlodi    | sagdi      |            |
| thū        | ridis    | flugis     | hulpis     | brākis     | sprākis    | fōris       | wēldis     | dōmdis     | mahlodis   | sagdis     |            |
| hē/it/siu  | ridi     | flugi      | hulpi      | brāki      | sprāki     | fōri        | wēldi      | dōmdi      | mahlodi    | sagdi      |            |
| wī/gī/sia  | ridin    | flugin     | hulpin     | brākin     | sprākin    | fōrin       | wēldin     | dōmdin     | mahlodin   | sagdin     |            |
| 祈使形     | Singular | rīd        | fliog      | help       | brek       | sprek       | far        | wald       | dōmi       | mahlo      | sage       |
| 祈使形     | Plural   | rīdad      | fliogad    | helpad     | brekad     | sprekad     | farad      | waldad     | dōmiad     | mahliod    | seggiad    |
| 現在分詞   | 現在分詞 | rīdandi    | fliogandi  | helpandi   | brekandi   | sprekandi   | farandi    | waldandi   | dōmiandi   | mahlondi   | seggiandi  |
| 過去分詞   | 過去分詞 | (gi)ridan  | (gi)flogan | (gi)holpan | (gi)brokan | (gi)sprekan | (gi)faran  | (gi)waldan | (gi)dōmid  | (gi)mahlod | (gi)sagd   |

應當注意的是，三類弱變化動詞只有四個動詞，這個變化類是過去較大的變化類的遺留。

### 詞序
古撒克遜語的詞序，與英語不同，其中的一些不同點，是因為名詞和動詞較豐富的詞形變化所致，也就是說，其語序一般而言較為自由；此外其詞序尚有以下數點：
- 古撒克遜語的基本語序是動詞第二順位，此點與荷蘭語和標準德語相當類似。
- 在疑問句和否定句中，古撒克遜語沒有助動詞移位（Do-support）。
- 多個表示否定含意的詞可以在同一個句子中堆疊以強化否定含意（雙重否定），此點與現代標準英語、現代荷蘭語及標準德語不同。
- 古撒克遜語不像英語一樣使用類似英語的疑問詞做連接詞（像例如在英語中，「when X, Y」這樣的句型用以表達「當X發生時，Y發生了」之意），而是使用一系列以th-開頭的連接詞（像例如在古撒克遜語「thô X, thô Y」這樣的句型，而非「hwanēr X, Y」這樣的句型，用以表達「當X發生時，Y發生了」之意）；疑問詞在古撒克遜語只用做疑問代詞及不定代詞。
- 此外，在古撒克遜語當中，疑問代詞不用作關係代名詞（像例如The goddess who has no friends is called Noire一句當中的who，以及The goddess whom Historie scolds a lot is called Neptune一句當中的whom）；取而代之的，一個沒有詞形變化的單詞the被用以構造關係子句，且其使用常常與定冠詞（古撒克遜語的定冠詞根據名詞性、數、格的不同而有不同的形式）連用。

## 正字法
古撒克遜語的相關資訊是由多份手稿重建的，這些手稿用的拼字法有時會很不一樣。在此處，僅討論用於正規化版本的《救主傳》的拼字法，及現代學者一般對這些字母的公認發音。若其他文獻中的拼字法的差異足以指向發音的差異，這點會被指出。
一般而言，古撒克遜語的拼字和古高地德語、哥德語等其他古代日耳曼語族語言的拼字法相契合。
- c和k皆用以表示[k]；然而，似乎就如其他的西日耳曼語族語言一般，當[k]在i或e之前時，其發音會變成/ts/或/kʲsʲ/。[4]一般偏好將c和x這兩個字母用於顎化的發音之上，而 k以及ch則用於u, o or a之前表示/k/的發音。（像例如kuning（意即「國王」，對應至現代低地德語的köning）的發音為[kʏnɪŋk]；crûci的發音為[kryːtsi]；而forsachistu的發音則為[forsakistuː]）
- g表示[ɣ]或者其同位異音[ɡ]，像brengian [brɛŋɡjan]（意即「攜帶」）、seggian [sɛɡɡjan]（意即「說」）、wege [wɛɣe]（意即「道路」，與格）等皆為其例。
- g似乎在至少一些方言中，會在單詞開頭且在i或e之前的情況下發作[j]或[ʝ]，因此giār（意即「年分」）發作[jaːr]、gēr（意即「年分」）發作[jeːr]，而gēr這個形式帶有強烈的古弗里西語的影響。
- h表示[h]以及其同位異音[x]，像holt [hɔlt]（意即「木頭」）、naht [naxt]（意即「夜晚」，現代低地德語拚做nacht）等皆為其例。
- i同時用以表示[ɪ]、[iː]或者[j]，像ik [ɪk]（意即「我」，主格，現代低地德語拚做ick和ik等）及iār [jaːr]（意即「年分」）等皆為其例。
- qu和kw表示[kw]，像quāmun [kwaːmʊn]（意即「他們來」）即為其例。
- s表示[s]，在兩母音之間則表示[z]。
- th被用以表示[θ]，像thōhtun [θoːxtun]（意即「他們想」）即為其例。ð被用以表示[ð]，有時也寫作dh。
- u表示[ʊ]、[uː]或者[v]，[v]通常以ƀ表示。
- uu通常表示[w]，因為當時還沒有w。
- z只出現於受到古高地德語影響的文獻當中。

## 文件

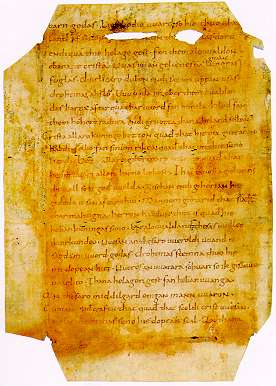
德國歷史博物館的《救主傳》節錄

僅有少數以古撒克遜語寫成的文件留存至今，這些文件多半是洗禮誓言，而在查理曼的命令下，撒克遜人被要求講述這些誓言。唯一留存至今的古撒克遜語文學作品為《救主傳》以及古撒克遜語《創世行》的片段。

## 範例
下面的範例，是以傳統日耳曼語言的詩歌形式，用古撒克遜語寫成的主禱文。此文出現於《救主傳》（Heliand）一文中：
| 行數 | 原文                                             | 翻譯                     |
| ---- | ------------------------------------------------ | ------------------------ |
| [1]  | Fadar usa firiho barno,                          | 吾父凡人子，             |
| [2]  | thu bist an them hohon himila rikea,             | 汝居高天國，             |
| [3]  | geuuihid si thin namo uuordo gehuuilico,         | 諸語佑爾名，             |
| [4]  | Cuma thin craftag riki.                          | 願來爾盛國。             |
| [5]  | UUerða thin uuilleo oƀar thesa werold alla,      | 願爾志普世，             |
| [6]  | so sama an erðo, so thar uppa ist                | 在地如                   |
| [7]  | an them hohon himilo rikea.                      | 天國。                   |
| [8]  | Gef us dag gehuuilikes rad, drohtin the godo,    | 善主日賜我，             |
| [9]  | thina helaga helpa, endi alat us, heƀenes uuard, | 爾之聖助者；願天守能免， |
| [10] | managoro mensculdio,                             | 我等諸過者。             |
| [11] | al so uue oðrum mannum doan.                     | 一如我等有，赦免他人者； |
| [12] | Ne lat us farledean leða uuihti                  | 不使彼惡人，誘我離道德， |
| [13] | so forð an iro uuileon, so uui uuirðige sind,    | 使彼志遂行，一如我當得； |
| [14] | ac help us uuiðar allun uƀilon dadiun.           | 但願助我等，抗擊諸惡德。 |

## 註解
1. ↑  Hammarström, Harald; Forkel, Robert; Haspelmath, Martin; Bank, Sebastian (编). . . Jena: Max Planck Institute for the Science of Human History. 2016.
2. ↑  .   [2017-11-19]. （原始内容存档于2008-05-02）.
3. ↑  Helfenstein, Jacob. . Stanford University Library. 1901. ISBN 1440056625.
4. ↑  Lasch 1914, §339
5. ↑  古撒克遜語的一篇講述耶穌生平的文獻

## 相關文獻

### 原始資料
- Galleé, Johan Hendrik. . Halle: Max Niemeyer. 1910.
- Lasch, Agathe. . Halle: Max Niemeyer. 1914.

### 一般資料
- Euler, Wolfram (2013). Das Westgermanische - von der Herausbildung im 3. bis zur Aufgliederung im 7. Jahrhundert - Analyse und Rekonstruktion (West Germanic - from its Emergence in the 3rd up until its Dissolution in the 7th Century CE - Analyses and Reconstruction). 244 p., in German with English summary, London/Berlin 2013, ISBN 978-3-9812110-7-8.
- Rauch, Irmengard. . Berkeley Models of Grammar: Peter Lang Publishing. 1992.
- Ringe, Donald R. and Taylor, Ann (2014). The Development of Old English - A Linguistic History of English, vol. II, 632p. ISBN 978-0199207848. Oxford.
- Holthausen, Ferdinand. . Ulan Press. 1923.

### 詞彙集
- Tiefenbach, Heinrich. . De Gruyter. 2010.
- Gerhard Köbler: Altsächsisches Wörterbuch, (3. Auflage) 2000ff. ("An Old Saxon Dictionary") （页面存档备份，存于）

### 外部歷史
- Robinson, Orrin W. . Stanford: Stanford University Press. 1947.
- Helfenstein, Jacob. . Oxford: Forgotten Books. 1901.
- Meidinger, Heinrich. . Ulan Press. 1923.
- Schade, Oskar. . Ulan Press. 1923.
- Ammon, Hermann. . Michigan: University of Michigan Library. 1922.

## 外部連結
- Einführung in das Altsächsische（古撒克遜語介紹），羅蘭·舒曼著，內容為德語；互联网档案馆的（页面存档备份，存于）
- Galleé, Johan Hendrik. . Halle: Max Niemeyer. 1910. (互联网档案馆的連結)